# Sanseitō
Sanseitō (参政党?   «Partido de la Participación Política»; traducido oficialmente al inglés como Party of Do it Yourself!!, «Partido de ¡Hazlo Tú Mismo!») es un partido político minoritario conservador de Japón. Fue fundado en 2020 y obtuvo un escaño en las elecciones de la Cámara de Consejeros de Japón de 2022, al alcanzar el 2% de los votos necesarios para ingresar a la Cámara Alta japonesa.
El partido posee una ideología extremadamente conservadora, con posturas contrarias a las medidas contra la pandemia de COVID-19, del que consideran que es una «farsa elaborada». Las ideas políticas de la formación incluyen «reformas educativas para desarrollar la habilidad de pensar y en valores tradicionales», «seguridad alimentaria» para promover productos libres de pesticidas, «protección nacional» para regular la inversión extranjera y «liberar el uso de mascarillas».
Mantiene una postura contra los extranjeros y afirma que estos reciben un mejor trato que los japoneses, y que la cultura japonesa está cambiando rápidamente. El partido exige restricciones a la propiedad de tierras hacia los extranjeros y una reducción del número de trabajadores extranjeros.
De igual manera, según declaraciones de su líder Sōhei Kamiya, el partido cuestiona las políticas de igualdad de género y busca de manera impulsiva la maternidad en las mujeres jóvenes, señalando sin mayor sustento que dichas políticas «han llegado demasiado lejos», poniendo en riesgo la natalidad del país; y desean desanimar el trabajo profesional por parte de las mujeres y volverse en amas de casa, a cambio de beneficios económicos.
También están a favor de reescribir la Constitución y en incrementar el presupuesto de defensa nacional hasta un 3% del producto interno bruto.

## Resultados electorales

### Cámara de Representantes
| Elecciones | Líder        | # de escaños | +/- | # de votos     | % de votos | Gobierno  |
| ---------- | ------------ | ------------ | --- | -------------- | ---------- | --------- |
| 2024       | Sōhei Kamiya | 3/465        |     | 1.870.347 (#8) | 3,43%      | Oposición |